# Arno van Zwam
Arno van Zwam (ur. 16 września 1969 w Beneden-Leeuwen) – holenderski piłkarz. Występował na pozycji bramkarza.

## Kariera
Van Zwam profesjonalną karierę rozpoczynał w drugoligowej Fortunie Sittard w sezonie 1992/1993. Przez pierwsze dwa sezony był tam rezerwowym i nie wystąpił w żadnym spotkaniu swojej drużyny. W ligowym meczu Fortuny zadebiutował 27 sierpnia 1994 w wygranym przez jego zespół 1-0 pojedynku z Heraclesem Almelo. Łącznie w sezonie 1994/1995 zagrał we wszystkich 34 meczach, a także zajął z klubem pierwsze miejsce w lidze i awansował do ekstraklasy. Pierwszy występ w Eredivisie zanotował 18 sierpnia 1995 w przegranym 1-3 pojedynku z PSV Eindhoven. W Fortunie van Zwam spędził łącznie osiem sezonów. W tym czasie rozegrał tam 200 ligowych spotkań.
W 2000 roku podpisał kontrakt z japońskim Júbilo Iwata. W 2001 roku wywalczył z klubem wicemistrzostwo Japonii. Rok później sięgnął z Júbilo po mistrzostwo Japonii. W 2003 roku ponownie został z klubem wicemistrzem Japonii. W tym samym roku powrócił do Holandii, gdzie podpisał kontrakt z NAC Bredą. Pierwszy ligowy występ zaliczył tam 8 listopada 2003 w przegranym przez jego zespół 1-2 pojedynku z AZ Alkmaar. W NAC był głównie rezerwowym i przez cztery sezony wystąpił w 30 ligowych meczach.
W 2007 roku zakończył karierę.